# Ida Kerkovius
Ida Kerkovius (* 31. August 1879 in Riga, Russisches Kaiserreich; † 7. Juni 1970 in Stuttgart) war eine deutsche Malerin und Bildteppichweberin, die zum Stuttgarter Kreis der Avantgardisten und zu den bedeutendsten weiblichen Vertreterinnen der Klassischen Moderne in Deutschland zählt.

## Biografie und künstlerisches Wirken
Ida Kerkovius wurde als viertes von zwölf Kindern in eine deutschbaltische Gutsbesitzer- und Kaufmannsfamilie in Riga geboren. Ihre Kindheit verbrachte sie auf Gut Saadsen (heute lett.: Zādzenes muiža, ca. 60 km östlich von Riga). Im Alter von 18 Jahren begann sie ihre Ausbildung an einer privaten Mal- und Zeichenschule in Riga. Sie beendete die Ausbildung 1899 mit einem Diplom, das sie zum Kunstunterricht berechtigte. Begeistert von den Werken einer Adolf Hölzel-Schülerin fasste sie den Entschluss, ihr Studium in Dachau weiterzuführen. 1903 unternahm sie eine Bildungsreise nach Italien und besuchte Venedig, Florenz und Rom. Im Anschluss daran studierte sie fünf Monate als Schülerin von Adolf Hölzel in der Künstlerkolonie Dachau. Diese kurze Zeit war für sie sehr prägend, da sie dort das von Hölzel gelehrte flächige Sehen erlernte, mit dem man die dreidimensionale Natur auf die zweidimensionale Leinwand übertragen kann. Im Folgenden kehrte sie auf Wunsch ihrer Eltern nach Riga zurück.
Blumen vor blauem Grund von Ida Kerkovius (um 1914) aus dem Bestand der Staatsgalerie Stuttgart

Link zum Bild

1908 konnte Kerkovius an der privaten Malschule von Adolf Mayer in Berlin studieren, erkannte jedoch nach kurzer Zeit, dass dessen naturalistische Aktstudien ihr keine neuen Erkenntnisse brachten. Dort lernte sie Lily Uhlmann kennen; knapp zehn Jahre später werden beide sich in Stuttgart gegenseitig porträtieren. Die Künstlerin ging an die Akademie der bildenden Künste Stuttgart, wo sie Meisterschülerin von Adolf Hölzel wurde, der dort seit 1905 eine Komponierschule leitete. Ab 1911 unterrichtete sie als seine Assistentin Privatschüler, die noch nicht zur Akademie zugelassen waren und führte sie in seine Lehre ein, unter anderen auch Johannes Itten. 1911 nahm sie im Berliner „Sturm“ bei Herwarth Walden an einer Ausstellung teil. 1912 sah sie erstmals in einer Ausstellung Werke von Vincent van Gogh, Paul Cézanne, Kubisten, italienischen Futuristen und Brücke-Malern. In Adolf Hölzels sogenanntem Expressionisten-Saal war sie im Rahmen der vom Verband der Kunstfreunde in den Ländern am Rhein 1914 in Stuttgart ausgerichteten Kunstausstellung mit einem Werk vertreten. 1916 stellte sie in Freiburg in der Ausstellung „Hölzel und sein Kreis“ gemeinsam mit Willi Baumeister, Oskar Schlemmer und Johannes Itten aus.
1920 bis 1923 verbrachte Ida Kerkovius die Wintersemester am Bauhaus in Weimar, besuchte den Vorkurs bei Johannes Itten und Georg Muche, den Kunstunterricht von Wassily Kandinsky und Paul Klee und erlernte die Kunst des Webens in der Klasse von Gunta Stölzl. Anschließend kehrte sie in ihr Stuttgarter Atelier zurück und entwickelte eine neue künstlerische Selbständigkeit gegenüber Hölzel, mit dem sie auch weiterhin freundschaftlich verbunden blieb. 1930 hatte sie ihre erste große Einzelausstellung beim Württembergischen Kunstverein.
Abstraktes Stilleben von Ida Kerkovius (um 1935) aus dem Bestand der Staatsgalerie Stuttgart

Link zum Bild

Die Nationalsozialisten diffamierten ihre Werke als Entartete Kunst, und so wurde sie in ihrem Wirken ab 1933 eingeschränkt. In der Zeit von 1934 bis zum Zweiten Weltkrieg reiste sie im Sommer jeweils für längere Zeit ins Ausland, besuchte hierbei Norwegen und Bulgarien und fuhr zu ihren Geschwistern nach Riga. Die Reisen regten sie zur Landschaftsmalerei an. 1939 wurde ihre deutschstämmige Familie wegen der Bestimmungen des Deutsch-Sowjetischen Grenz- und Freundschaftsvertrags nach Polen in den sogenannten Warthegau umgesiedelt. Dabei gingen viele Werke von Kerkovius verloren. Sie arbeitete zurückgezogen als Malerin und verdiente mit ihrer Lehrtätigkeit und der Bildteppichweberei ihren Lebensunterhalt.
Durch einen Bombenangriff im März 1944 brannte ihr Stuttgarter Atelier völlig ab. Viele ihrer Bilder und Arbeiten wurden dabei vernichtet, so dass ihr Œuvre vor 1945 nur lückenhaft erhalten ist. In Stuttgart kam sie bei Freunden unter.
Nach 1945 setzte sie ihr reiches künstlerisches Schaffen fort. Sie machte zahlreiche Reisen und hatte repräsentative und erfolgreiche Ausstellungen im In- und Ausland. 1954 wurde ihr von Bundespräsident Theodor Heuss das Bundesverdienstkreuz verliehen. 1955 erhielt Ida Kerkovius den ersten Preis der Ausstellung „Ischia im Bilde deutscher Maler“. 1958 wurde ihr vom Bundesland Baden-Württemberg der Professorentitel verliehen.
Paar im Garten von Ida Kerkovius (nicht datiert) aus dem Bestand der Staatsgalerie Stuttgart

Link zum Bild

In den fünfziger Jahren erweiterte sie ihr künstlerisches Schaffen auch auf Entwurf und Gestaltung von Glasfenstern. So entstanden unter anderem 1955 die Glasfenster für das Stuttgarter Rathaus und 1958 diejenigen im Andachtsraum der Universitätsklinik in Tübingen. Ferner entstanden in dieser und in der Folgezeit neben zahlreichen Ölgemälden, Pastellen und Zeichnungen eine Anzahl bedeutender Knüpfteppiche.
Trotz nachlassender Kräfte und Gesundheit in den 1960er Jahren währte ihr künstlerisches Schaffen bis in ihr hohes Alter. Die Künstlerin starb nach langer schwerer Krankheit im 91. Lebensjahr. Ihr letztes Ölgemälde Bel Vue blieb unvollendet. Ida Kerkovius’ letzte Ruhestätte befindet sich auf dem Waldfriedhof Stuttgart.

## Ehrungen
- 1953 Staatspreis Gestaltung Kunst Handwerk des Landes Baden-Württemberg[3]
- 1954 Verleihung des Bundesverdienstkreuzes Erster Klasse
- 1958 Verleihung des Professorentitels durch das Land Baden-Württemberg
- 1958 Ernennung zum Ehrenvorstandsmitglied des Deutschen Künstlerbundes[4]
- 1962 Ernennung zum Ehrenmitglied der Staatlichen Akademie der Bildenden Künste Stuttgart und der Künstlergilde Esslingen[5]
- 1965 Plakettenträgerin des Ostdeutschen Kulturrates[6]
- Straßen und Plätze wurden nach Ida Kerkovius benannt in: Stuttgart-Vaihingen, Freiburg im Breisgau, Dachau, Hattersheim am Main, Böblingen, Denkendorf (Württemberg), Wolfsburg[7]

## Ausstellungen – eine Auswahl
- 1911 Berlin (im „Sturm“ bei Herbert Walden), München, Metz, Köln
- 1916 Kunstverein Freiburg (Hoelzel und sein Kreis)
- 1924 Stuttgart, Stuttgarter Sezession, Berlin, Große Kunstausstellung
- 1925 Berlin, Novembergruppe
- 1926 Stuttgart, Stuttgarter Sezession
- 1930, 1954, 1959, 1969 Stuttgart, Württembergischer Kunstverein
- 1948, 1955, 1962, 1963, 1971, 1972, 1974/5, 1985, 1988, 1990, 1995 Frankfurt/M., Frankfurter Kunstkabinett Hanna Bekker vom Rath
- 1952 Kunstverein Freiburg
- 1959 Retrospektive des Württembergischen Kunstvereins (anlässlich ihres 80. Geburtstags)
- 1960 Oldenburger Kunstverein
- 1962/3 Athen, Saloniki, Kairo, Beirut (in Deutschen Kulturinstituten)
- 1963 Salzburger Kunstverein
- 1964 Stuttgart, Galerie Maercklin,(Ida Kerkovius zum 85. Geburtstag)
- 1964 Wiesbaden, Städtisches Museum, Nassauischer Kunstverein
- 1966 Oslo, Kunstnernes Hus
- 1971 Köln, Galerie Lempertz Contempora
- 1973 Heidelberger Kunstverein
- 1979 Düsseldorf, Galerie Vömel, Ida Kerkovius zum 100. Geburtstag
- 1980/1 München, Galerie Thomas
- 1987/8 Stuttgart, Galerie Adriana, (Ida Kerkovius, 30 unveröffentlichte Arbeiten)
- 1990 Friedrichshafen, Städtisches Bodenseemuseum
- 1998 Böblingen, Ida Kerkovius, (Im Zauber der Farben)
- 1998/9 Hofheim/Ts Stadtmuseum; Mönchengladbach, Städtisches Museum Schloss Rheydt; Sondershausen, Schlossmuseum, (Ida Kerkovius, (1879–1970) Teppiche und Entwürfe)
- 2001 Riga, Arzemju Makslas muzejs und Regensburg, Museum Ostdeutsche Galerie (Retrospektive)
- 2014 Kunstsammlungen Chemnitz, (Meine Welt ist die Farbe[8])
- 2017 Engen, Städtisches Museum, (Ida Kerkovius. Im Herzen der Farbe)[9] Danach im Stadtmuseum Hofheim am Taunus.[10][11]
- 2019 Apolda, Kunsthaus (Ida Kerkovius – Eine Künstlerin des Bauhauses)[12]
- 2020 Stuttgart, Staatsgalerie (Ida Kerkovius – Die ganze Welt ist Farbe)[13]
- 2024 Stadtmuseum Hofheim am Taunus (Meine liebe Hanna!)